# Stanley Kubrick's Boxes
Stanley Kubrick's Boxes es un documental televisivo dirigido por Jon Ronson en 2008, acerca del director de cine Stanley Kubrick (1928-1999). Se estrenó el 15 de julio de 2008. En España se programó en la televisión por cable, a través de los canales teuve.

## Contenido del documental
Jon Ronson planeaba realizar una entrevista al director Stanley Kubrick, algo que este raramente hacía. Repentinamente, Kubrick murió mientras completaba la producción de la que sería su película póstuma, Eyes Wide Shut. Para su sorpresa, Ronson fue invitado a la casa de Kubrick por su viuda Christiane. Cuando acudió a la cita prevista, en una propiedad rural con varias edificaciones, descubrió en una de ellas un inmenso archivo con unas mil cajas. Estas contenían cartas, documentos o periódicos en las que Kubrick se inspiraba para sus films. Del análisis de este extenso material quedaba claro que podría haber un punto de partida para el rodaje de un documental.
Los autores del reportaje examinaron el material existente en unas cajas que Kubrick conservaba en su propiedad, y que la familia del realizador autorizó que fueran examinadas por los expertos. Entre estos materiales, se hallaban:
- Fotografías tomadas durante las pruebas para el rodaje de La naranja mecánica, en las que los actores que interpretaban a la pandilla dirigida por Malcolm McDowell se probaban diversos modelos de sombrero. Kubrick buscaba un sombrero siniestro.
- Cartas enviadas por aficionados al cine que escribían a Kubrick opinando sobre sus películas. Kubrick clasificaba con minuciosidad estas misivas, por país, ciudad, etc., realizando anotaciones sobre lo potencialmente peligrosas que pudieran ser las intenciones del remitente.

Los archivos fueron finalmente donados por la familia del director a la universidad University of the Arts London. El documental concluye con el traslado y el depósito de las cajas en la institución.  

## Testimonios acerca de Kubrick
Los autores del documental localizaron a uno de aquellos que escribieron a Kubrick, un antiguo guionista televisivo ya retirado del medio, y le entrevistaron. Este apenas recordaba ya aquella anécdota, pero en aquel entonces admiraba tanto a Kubrick que había llegado a sentirse molesto con él por no poseer su talento. Otros entrevistados fueron la viuda de Kubrick, Christiane Kubrick, una de las hijas de ambos, Anya Kubrick (la otra de sus hijas se encontraba en esos momentos en Los Ángeles, como se comenta en un momento dado, por lo que no pudo participar en el documental), o antiguos colaboradores del director en películas como Eyes Wide Shut, como es el caso de Jan Harlan.